# Hydraena dentipes
Hydraena dentipes är en skalbaggsart som beskrevs av Ernst Friedrich Germar 1842. Hydraena dentipes ingår i släktet Hydraena och familjen vattenbrynsbaggar. Inga underarter finns listade i Catalogue of Life.